# Neus Català
Neus Català Pallejà (Guiamets, Tarragona; 6 de octubre de 1915-Guiamets, 13 de abril de 2019) fue una política española, miembro de las Juventudes Socialistas Unificadas de Cataluña (PSUC) durante la guerra civil española. Fue una de las supervivientes españolas del campo de concentración nazi de Ravensbrück.

## Biografía
Nació el 6 de octubre de 1915 en Guiamets (Tarragona), aunque su madrina registró el 15 de junio de ese mismo año, por la desaparición de la documentación del Ayuntamiento de Barcelona después de la guerra civil española. Esta segunda fecha se consideró de carácter oficial y fue la fecha tomada para celebrar el centenario de su nacimiento. Se diplomó en enfermería en 1937 y, al principio de la guerra civil, se trasladó a Barcelona. En 1939 cruzó la frontera francesa con 180 niños huérfanos de la colonia Las Acacias del municipio de Premià de Dalt, donde se encontraban los denominados Niños de Negrín que estaban a su cargo. Colaboró junto a su marido Albert Roger, en actividades de la Resistencia francesa, centralizando en su casa la recepción y transmisión de mensajes, armas y documentación, y dando refugio a los refugiados políticos. Fue denunciada a las autoridades nazis por un farmacéutico de Sarlat; la detuvieron junto a su marido en 1943. Encerrada y maltratada en la comuna francesa de Limoges, en el año 1944 fue deportada a Ravensbrück, donde fue obligada a trabajar en la industria de armamento. Allí formó parte del llamado Comando de las gandulas, un grupo de mujeres que boicoteaba la elaboración de las armas que se fabricaban en Holleischen, una fábrica que dependía del campo de concentración de Flossenbürg. Gracias al sabotaje, muchas mujeres forzadas a trabajar en aquella fábrica inutilizaron unos diez millones de cartuchos y estropearon numerosas máquinas de fabricación de armamento.
Después de ser liberada, regresó a Francia, donde continuó su lucha clandestina contra la dictadura de Franco. Vivió en Sarcelles, cerca de París, y presidió el Amical de Ravensbrück. Siguió siendo militante del Partido Comunista de Cataluña (PCC), Esquerra Unida y Alternativa (EUiA), y la Fundación Pere Ardiaca, de la cual era socia de honor. Con la fundación del partido Comunistas de Cataluña en el año 2014, Neus Català fue miembro de honor de su Comité Central y ostentaba el carnet número 1 del Partido.
Su fondo personal gráfico se encuentra depositado en el CRAI Biblioteca Pabellón de la República de la Universidad de Barcelona. Consta de documentos sobre la guerra civil española, la Alemania nazi, la II Guerra Mundial en Polonia y Francia, documentos sobre mujeres españolas en la resistencia, y además, sobre los campos de concentración.
Murió en su localidad natal a los 103 años, con plena lucidez, según el testimonio de su hija Margarita Català.
Sus archivos en Francia, son conservados en La contemporaine.

## Reconocimientos

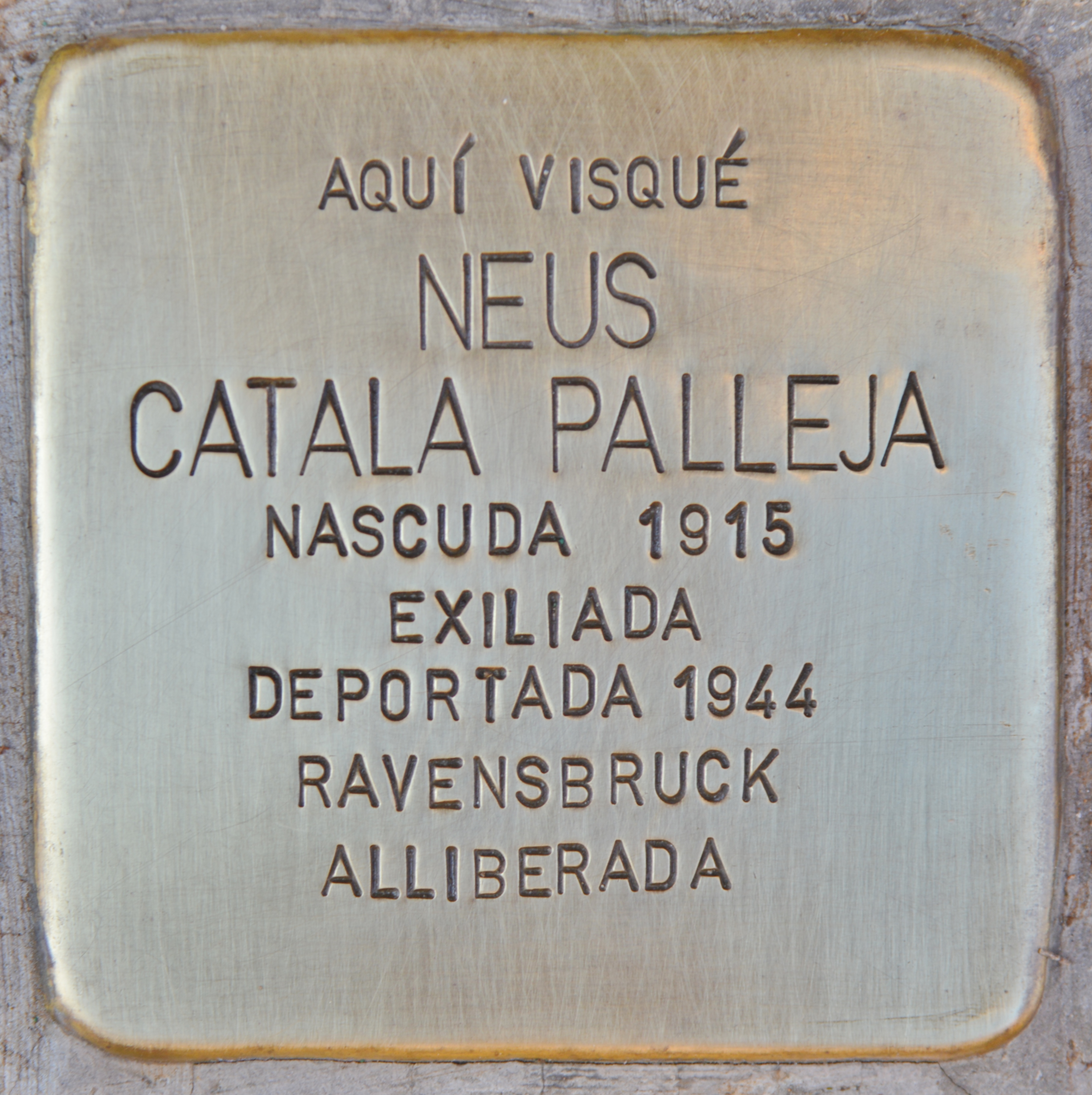
Stolperstein

La Generalidad de Cataluña le galardonó con la Cruz de San Jorge en 2005 y, posteriormente, fue escogida Catalana del Año en 2006 por su defensa de la memoria de las más de 92 000 mujeres que fallecieron en el campo de concentración de Ravensbrück. En 2006 recibió el Premio la Alternativa, otorgado por Esquerra Unida i Alternativa.
El 29 de octubre de 2014, a los noventa y nueve años, el Ayuntamiento de Barcelona le otorgó la Medalla de Oro al Mérito Cívico como reconocimiento por su tarea de preservación de la memoria histórica, la lucha antifascista y la defensa de los derechos de las mujeres. En 2015 recibió la Medalla de Oro de la Generalidad de Cataluña, por su lucha por la justicia y las libertades democráticas, la memoria de los deportados y deportadas a los campos de exterminio nazi, y la defensa de los derechos humanos. En 2018, se colocó el stolpersteine de Neus Català en su localidad natal, Guiamets.
En febrero de 2019, le fue otorgada la Medalla de la Villa de París con el grado de 'Grand Vermeil', la mayor distinción de la capital francesa. En julio de 2019 el mismo Consejo de París votó, por unanimidad de todos los grupos políticos, la creación de una calle en París en su memoria, siendo inaugurada el 4 de octubre. Además, Català cuenta con una calle con su nombre en Lérida.

## Año Neus Català

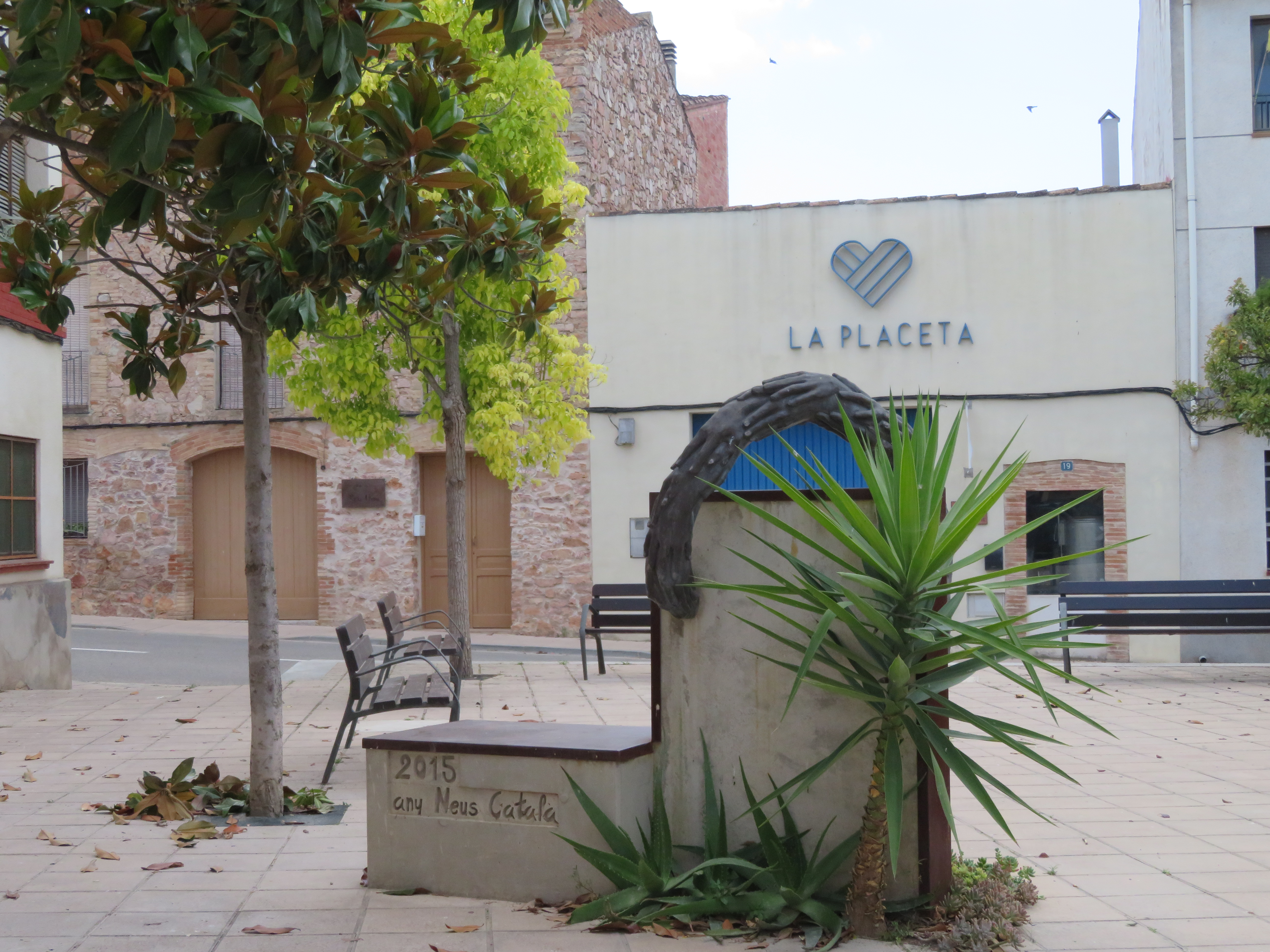
Año Neus Català Pallejà, 2015 en Els Guiamets (Tarragona)

Cataluña dedicó el año 2015 a Neus Català quien, recién cumplidos los cien años, era la última persona de España que había sobrevivido al campo de concentración de Ravensbrück. El disparo de salida al Año Neus Català fue el 1 de abril de 2015, después de que recibiera la Medalla de Oro de la Generalidad de Cataluña. Con esta conmemoración se rindió homenaje, por extensión, a todas las personas que padecieron las consecuencias de la guerra, la dictadura de Franco y el internamiento en campos de prisioneros y de exterminio. Sobre ella, en el acto de presentación, la consejera de Bienestar y Familia Neus Munté, afirmó: "Neus Català es una mujer fuerte y solidaria, una luchadora antifascista, una superviviente de los campos de exterminio nazis y un referente y un testimonio de todas las mujeres que lucharon en la guerra civil española y en la Segunda Guerra Mundial".
La celebración del Año Neus Català estuvo coordinada por el Instituto Catalán de las Mujeres con la colaboración del Ayuntamiento de Barcelona, el Ayuntamiento de Guiamets, el Amical de Ravensbrück, la Asociación Arte Plural, las Bibliotecas de la Generalidad de Cataluña, las Comunidades Catalanas en el Exterior, el Consejo Comarcal del Priorat, el Consorcio para la Normalización Lingüística, la Corporación Catalana de Medios Audiovisuales, el Departamento de Educación, la Filmoteca de Cataluña, la Fundación Alternativa, la Fundación Cassià, la Fundación Pere Ardiaca, la Institución de Letras Catalanas, el Memorial Democrático, el Museo de Historia de Cataluña, Sàpiens Publicaciones, la Secretaría General del Departamento de la Presidencia y VicDones-SIAD de Osona.